# Anghel Panait
Anghel Panait, zis Anghel Șaptecai sau Anghel de la ocnă, din Vâlcele, Olt, este personajul principal al filmului românesc Haiducii lui Șaptecai (1971), regizat de Dinu Cocea. Rolul principal a fost jucat de Florin Piersic.
Haiduc în pădurea Strehareț la început, apoi în toată Oltenia și până în București. A fost spaima boierilor și domniei implicându-se în multe atacuri asupra boierilor. A fost și cu Iancu Jianu peste Dunăre. S-a făcut cârciumar la Drăgășani, apoi în București, s-a căsătorit cu o femeie bogată, tot cârciumareasă. A murit otrăvit de aceasta, din gelozie.